# Bursz
Bursz (deutsch Bursch) ist ein kleiner Ort in der polnischen Woiwodschaft Ermland-Masuren. Er gehört zur Gmina Działdowo (Landgemeinde Soldau) im Powiat Działdowski (Kreis Soldau).

## Geographische Lage
Bursz liegt im Südwesten der Woiwodschaft Ermland-Masuren. Bis zur früheren Kreisstadt Neidenburg (polnisch Nidzica) sind es 25 Kilometer in nordöstlicher Richtung, die heutige Kreismetropole Działdowo (deutsch Soldau i. Ostpr.) liegt sechs Kilometer in nordwestlicher Richtung.

## Geschichte
Das bis vor 1500 Bursa genannte kleine Dorf wurde 1351 erstmals urkundlich erwähnt. 1874 kam die Landgemeinde Bursch zum neu errichteten Amtsbezirk Kyschienen (polnisch Kisiny) im ostpreußischen Kreis Neidenburg. 1910 zählte Bursch 110 Einwohner.
Im Soldauer Gebiet gelegen wurden alle Orte des Amtsbezirks Kyschienen gemäß Versailler Vertrag am 10. Januar 1920 an Polen abgetreten. Bursch erhielt die polnische Namensform „Bursz“, kehrte aber am 26. Oktober 1939 zum Deutschen Reich zurück und kam als „Bursch“ am 24. April 1940 wieder zum Kreis Neidenburg.
Doch nicht für lange Jahre. Denn 1945 wurde in Kriegsfolge das gesamte südliche Ostpreußen an Polen übergeben. Bursch erhielt wieder die polnische Bezeichnung „Bursz“ und ist heute eine Ortschaft innerhalb der Gmina Działdowo (Landgemeinde Soldau) im Powiat Działdowski (Kreis Soldau), bis 1998 der Woiwodschaft Ciechanów, seither der Woiwodschaft Ermland-Masuren zugehörig. 2011 zählte Bursz 70 Einwohner.

## Kirche
Vor 1945 war Bursch kirchlich nach Soldau (Działdowo) hin orientiert: zur Soldauer evangelischen Pfarrkirche in der Kirchenprovinz Ostpreußen der Kirche der Altpreußischen Union bzw. zur Diözese Działdowo der Unierten Evangelischen Kirche in Polen, außerdem zur dortigen römisch-katholischen St.-Adalbert-Kirche. Heute gehört Bursz katholischerseits zur Kreuzerhöhungskirche Działdowo im Bistum Toruń (Thorn), außerdem zur evangelischen Erlöserkirche Działdowo in der Diözese Masuren der Evangelisch-Augsburgischen Kirche in Polen.

## Verkehr
Bursz ist über eine Nebenstraße zu erreichen, die von der Woiwodschaftsstraße 544 bei Narzym abzweigt und über Wierzbowo (Wiersbau b. Soldau) nach hier und weiter bis Zakrzewo (Königshagen) führt. Narzym ist die nächste Bahnstation und liegt an der Bahnstrecke Danzig–Warschau.